# Piper puberulinerve
Piper puberulinerve är en pepparväxtart som beskrevs av C. Dc.. Piper puberulinerve ingår i släktet Piper och familjen pepparväxter. Inga underarter finns listade i Catalogue of Life.